# Matija Jeremitz
Matija Jeremitz (Jeremiz) (oko 1779. – Varaždin, 1854.), hrvatski graditelj orgulja koji je djelovao u Varaždinu.
Radio je na orguljama u Knegincu, Posavskim Bregima, Lupoglavu, Vukovoju i Dropkovcu.